# توکای آبی
توکاهای آبی یا توکاهای آبزی (به انگلیسی: Waterthrush) از سرده‌های چرخ‌ریسک‌نمایان جهان جدید هستند. این سرده از Seiurus جدا شد که در گذشته هم گونه‌های توکای آبی و هم مرغ تنورساز را دربر می‌گرفت. هنگامی که این دو سرده از هم جدا شدند، مرغ تنورساز تنها عضوی بود که در سیوروس باقی‌مانده بود (که آن را تبدیل به یک سرده تک‌نماد کرد).

## گونه‌ها
| تصویر | نام علمی                | نام رایج            | پراکندگی                                                    |
| ----- | ----------------------- | ------------------- | ----------------------------------------------------------- |
|       | Parkesia noveboracensis | توکای آبی شمالی     | آمریکای شمالی در کانادا و شمال ایالات متحده از جمله آلاسکا. |
|       | Parkesia motacillaا     | توکای آبی لوئیزیانا | شرق آمریکای شمالی و زمستان در هند غربی و آمریکای مرکزی.     |